# Йолтуховські
Йолтухо́вські, Йолтухи, Скоропис-Йолтухо́вські, Гавришенко-Йолтухо́вські, Григоренко-Йолтухо́вські, Йолтухо́вські-Скоропис (рос. Елтуховские, Елтуховские-Скоропис) — давній руський шляхетський, а пізніше також дворянський рід.

## Походження
Рід Йолтуховських сягає XV ст., хоча в своєму родому гнізді з'являються тільки за королеви Бони. Грушевський у своїй магістерській дисертації "Барське староство" зазначає, що "в 1503 р. Тенофей Йолтух мав грамоту Ягайла на Дашківці, видану його предкам", тобто рід мав землеволодіння ще до 1434 — за життя короля Ягайла, і найімовірніше нобілітація відбулась після Грюнвальдської битви. 
Однією з перших згадок про рід — грамота короля Олександра від 15 червня 1503, яка підтверджувала права власності надані Тенофею і Георгію Йолтухам від Яна Одровонжа 28 квітня 1481 на село Ведмежа Ланка поблизу Хмільника:
|                                             | Inscriptio villae Nyedzwyedzyowa Lanka in terra Podoliae Thenophey Joltuch, Alexander etc. Significamus etc., quia constitutus personaliter coram majestate nostra nobilis Thenophey Joltuch, terrigena noster de terra Podoliae, exhibuit nobis literas magnifici olim Johannis Odrowasz de Sprowa, palatini terrarum Russiae et capitanei Podoliae generalis... |
| — Коронна метрика, Гол. архів, №20, арк. 69 | |

Наступною за датою (від травня 1555 р.) була грамота короля Сигізмунда II Августа Юхиму та Йосипу Йолтухам , яка підтверджувала за ними і синами (Хома Юхимович і Дмитро Йосипович) право володіння селом Руда Паробеча (зараз с. Явтухи) (Барське староство), надане Претвічем: 
|                                              | Sigismundus Augustus etc. Quia commendatam habentes nobilium Joachimi et Joskonis Joltuchowie de terris Podoliae et districtu Barensi in rebus bellicis experienciam... |
| — Коронна метрика, Гол. архів, №17, арк. 190 | |

Далі грамота короля Стефана Батория, який був чоловіком Анни, дочки королеви Бони, від 18 листопада 1581 боярам барським (barensium bojaronum) на пожиттєве володіння маєтком Лука Буцнева (нині с. Буцневе) Йолтухам Івану Дмитровичу, Симону Яковичу, Федору Григоровичу, Данилу Федоровичу.
Після утвердження в Барщині Любомирських положення Йолтухів як служилої шляхти було забезпечене. Вони створили окрему околицю. За чисельністю це був рід із числа середніх. Гілки роду - Скорописи, Гавришенки, Григоренки і просто Йолтуховські без прізвиська.
Після розборів шляхти в Російській імперії рід був приписаний до міщан, за винятком 4 сімей, затверджених у дворянстві .

## Представники роду
- Скоропис-Йолтуховський Олександр Філаретович (1880 - 1950) - український політик,
- Йолтуховський Микола Павлович (1941 р.н.)- краєзнавець із Вінниччини,
- Йолтуховський Віктор Михайлович (1947 р.н.) - військовий історик із Санкт-Петербурга, Доктор воєнних наук (2008),  [Архівовано 15 жовтня 2016 у Wayback Machine.],
- Йолтуховський Микола Михайлович (9.03.1940 - 08.12.2008) - генерал-лейтенант Прикордонних військ України. [Архівовано 25 липня 2014 у Wayback Machine.]
- Йолтуховський Михайло Володимирович (1953 р.н.) - доктор мед. наук, професор Вінницького медичного університету імені Миколи Пирогова/ [Архівовано 18 серпня 2016 у Wayback Machine.]
- Йолтуховська-Скоропис Лідія Михайлівна - письменниця, художниця, мистецтвознавець та мовознавець.
- Йолтуховський Юрій Володимирович - Заслужений тренер України з біатлону [недоступне посилання з липня 2019]
- Йолтуховський Олег Юрійович - МСУ з лижних гонок та поліатлону, володар Кубка України по лижеролерам 2013 р.

## Дивись також
- Околична шляхта
- Барське староство